# Seznam čestných kanovníků litoměřické kapituly
Toto je seznam čestných kanovníků litoměřické kapituly:

## Od vzniku biskupství v Litoměřicích v roce 1655 (zemřelí čestní kanovníci)
| datum úmrtí                          | jméno čestného kanovníka                   | funkce a další údaje | narozen                               |
| ------------------------------------ | ------------------------------------------ | --- | ------------------------------------- |
| 1678, 4. března                      | Jan Foltyn                                 | děkan v Holohlavech |                                       |
| 1680, 3. srpna                       | Tomáš Pešina z Čechorodu                   | čestný kanovník od roku 1663, děkan kapituly Svatovítské v Praze                                                                                         | * 19. prosince 1629 Počátky           |
| 1689                                 | Josef Oulík                                | farář u Panny Marie u Týna, Praha I. |                                       |
| 1708, 19. prosince                   | Karel Hofer z Lobenštejna                  | děkan v Libochovicích |                                       |
| 1709, 18. března                     | dr. Matěj Fischer                          | děkan kapituly u Všech Svatých v Praze |                                       |
| 1709, 5. září                        | Jan Ruazky de Ruaz                         | apoštolský protonotář, farář u sv. Václava v Praze III.                                                                                                  |                                       |
| 1719, 3. září                        | Jan Bayer                                  | děkan v Litoměřicích |                                       |
|                                      | Johann Josef Vogel                         | farář v Kraslicích, kterého doporučil hrabě Antonín Josef Nostic, byl 21. srpna 1720 zvolen čestným kanovníkem                                           |                                       |
| 1724, 1. října                       | Matěj Proksch                              | děkan v Teplicích |                                       |
| 1724                                 | Jan Václav Kroupa                          | arciděkan v Kolíně |                                       |
| 1736, 20. září                       | Václav Blowský                             | arciděkan ve Falknově |                                       |
| 1738                                 | Václav Vojtěch Henniger, rytíř ze Seebergu | děkan v Libochovicích |                                       |
| 1746, 15. prosince                   | Jan Jindřich Karl Möltzer                  | arciděkan v Polici |                                       |
| 1760                                 | Karel Týmov                                | děkan v Litoměřicích |                                       |
| 1772                                 | Antonín Barthor                            | děkan v Budyni nad Ohří |                                       |
| 1774                                 | Josef Jan Gallasch (Galloiš)               | děkan v Libochovicích, kanovník u Všech Svatých v Praze                                                                                                  |                                       |
| 1785                                 | Jan Marci                                  | probošt kolegiátní kapituly u sv. Petra v Lovani, kancléř univerzity, člen Akademie věd                                                                  |                                       |
| 1789                                 | František Bäumel                           | děkan v Chorušicích |                                       |
| 1800                                 | František Strahl                           | děkan v Litoměřicích |                                       |
| 1806, 9. dubna                       | Václav Hlawa                               | děkan v Českém Dubě |                                       |
| 1809, 21. dubna                      | Filip Paul                                 | děkan v Liberci |                                       |
| 1819, 30. září (Graz)                | dr. Václav Strahl                          | emeritní prof. teologické fakulty ve Vídni |                                       |
| 1822, 15. dubna                      | Aleš Vincenc Pařízek                       | ředitel škol v Praze, vychovatel národa | * 10. listopadu 1748 Praha            |
| 1822, 15. prosince                   | ThDr. PhDr. Jan Jeltsch                    | děkan v Postoloprtech | * 9. ledna 1756 Nepomyšl              |
| 1823, 19. května                     | Karel Jelínek                              | farář v Libuni | * 1765 Kosmonosy                      |
| 1824, 16. dubna                      | Ignác Jaksch                               | arciděkan v Polici | * 31. ledna 1754                      |
| 1825, 17, června                     | Jeroným rytíř Chlumčanský                  | děkan v Boru u České Lípy | * 1747 Hoštice                        |
| 1833, 17. prosince (Litoměřice)      | František Jakub Jindřich Kreibich          | emeritní farář v Žitenicích, vzdělaný a osvícený kněz, čestný kanovník od roku 1807                                                                      | * 26. července 1759 Kamenický Šenov   |
| 1841, 6. dubna                       | František Mixa                             | děkan v Litoměřicích | * 1785 Litoměřice                     |
| 1846, 18. ledna                      | Josef Appelt                               | 1834-1845 rektor semináře, děkan v Jirkově u Mostu | * 1801                                |
| 1853, 3. května                      | František Wolf                             | děkan v Liberci | * 1765                                |
| 1855, 18. března                     | Mikuláš Dobner                             | vojenský superior v Čechách | * 1792 Auherce                        |
| 1855, 28. března                     | dr. Štěpán Vater                           | rektor semináře | * 1817                                |
| 1865, 25. října                      | Augustin Herzig                            | děkan v Lovosicích | * 1786                                |
| 1873, 5. února                       | Vojtěch Zuman                              | děkan v Chorušicích, spisovatel homiletiky, pedagog a církevní historik                                                                                  | * 1792 Bělá pod Bezdězem              |
| 1873, 26. března                     | Václav Tobisch                             | děkan v Teplicích | * 1788                                |
| 1877, 15. února (pochován: Vyšehrad) | Antonín Marek                              | farář Libuňský, senior diecéze, vlastenec a tichý genius národa, básník školy Jungmanovy, kanovníkem od roku 1850                                        | * 5. září 1785 Turnov                 |
| 1878, 28. února                      | Michael Feresch                            | děkan v Třebenicích | * 1802 Bořim                          |
| 1880, 13. března                     | Jan Čermák                                 | děkan v Turnově, horlivý kněz a vlastenec | * 1802 Mladá Boleslav                 |
| 1884, 18. června                     | František Simm                             | prvo-arciděkan v Liberci | * 1811                                |
| 1884, 7. září                        | Msgre. Ludvík Sommer                       | 1855-1873 rektor semináře, farář Udlice-Přečaply u Chomutova                                                                                             | * 1808                                |
| 1886, 7. července (Pravomín)         | Msgre. Vilém Stropnický                    | emeritní ředitel vojenské konzistoře | * 1817 Plzeň                          |
| 1894, 7. ledna                       | Karel Kerka                                | osobní arciděkan v Libochovicích, vzorný kněz a národní pracovník                                                                                        | * 1814 Šopka                          |
| 1894, 10. června                     | Arsenius Gampe                             | děkan ve Šluknově |                                       |
| 1895, 25. května                     | Antonín Pichler                            | biskupský konsistoriální rada, děkan v Duchcově | * 1812 Moravské Jevíčko               |
| 1896, 30. března                     | Antonín Hoffmann                           | arciděkan v Liberci | * 1826                                |
| 1897, 6. srpna                       | Josef Hampel                               | jubilár, farář na odpočinku z Chlumce |                                       |
| 1900, 18. února                      | Wenzel Kretschmer                          | farář na odpočinku z Rochlic |                                       |
| 1903, 5. března                      | Josef Bergmann                             | infulovaný arciděkan v Římskokatolická farnost – arciděkanství Liberec                                                                                   | * 22. ledna 1831 Habartice            |
| 1903, 2. dubna                       | František Xaver Rotter                     | děkan v Kadani | * 28. října 1836 Lischnic             |
| 1903, 23. července                   | Antonín Hüttel                             | jubilár, arciděkan v Římskokatolická farnost Benešov nad Ploučnicí                                                                                       | * 13. července 1822 Huntířov          |
| 1904, 14. července                   | Josef Ruscher                              | jubilár, farář v Jítravě |                                       |
| 1906, 2. listopadu                   | Karel Trantzl                              | arciděkan v Bílině | * 1840 Vtelno                         |
| 1907, 9. dubna                       | Josef Šimon                                | osobní arciděkan v Kosmonosích, přítel mládeže a podporovatel chudiny                                                                                    | * 17. prosince 1830 Suhrovice         |
| 1909, 24. října                      | Antonín Kropsbauer                         | arciděkan v Děčíně | * 5. června 1828 Břvany               |
| 1912, 23. srpna (Turnov)             | Josef Němeček                              | osobní arciděkan v Loukově, činný na poli literatury a chrámového zpěvu                                                                                  | * 2. března 1824 Rožďalovice          |
| 1914, 22. června                     | Wenzel Wächtler                            | jubilár, děkan na odpočinku z Podbořan |                                       |
| 1915, 10. února                      | Josef Bernat                               | probošt na Mělníce, výborný vlastenec, propagátor českých bohoslužeb                                                                                     | * 5. září 1835 Modřice u Turnova      |
| 1918, 28. února                      | Anton Zimmler                              | papežský tajný komoří, děkan v Ústí nad Labem |                                       |
| 1923, 14. února–15. února            | Josef Rejzek                               | biskupský konsistoriální rada, děkan v Nymburce | * 10. února 1852 Sovolusky            |
| 1924, 8. července                    | Josef Šlechta                              | infulovaný probošt na Mělníce | * 13. prosince 1856 Radvanice         |
| 1931, 3. dubna                       | Alfred Forst                               | biskupský vikář v Mostě | * 11. prosince 1852                   |
| 1934, 24. května–25. května          | Gustav Buder                               | jubilár, papežský prelát, infulovaný arciděkan v Liberci                                                                                                 | * 17. března 1860                     |
| 1935, 22. srpna                      | František Albert                           | papežský prelát, emeritní rektor semináře | * 30. prosince 1863 Nahořečice        |
| 1935, 9. září                        | Václav Oplt                                | osobní arciděkan v Libochovicích, působil v kulturních a dobročinných spolcích                                                                           | * 1. října 1847 Veselá                |
| 1939, 17. dubna                      | Josef Králíček                             | osobní arciděkan v Loukově u Semil | * 13. ledna 1870 Nový Bydžov          |
| 1951, 13. března                     | Eduard Schönbach-Nitsche                   | biskupský vikář v Ústí nad Labem, děkan v Litoměřicích                                                                                                   | * 28. ledna 1872 Petrovice            |
| 1951, 18. srpna v.v. (Bavorsko)      | Jan Teis                                   | vysvěcen 18. prosince 1909, farář v Novosedlicích do 1. září 1923 do 30. září 1950                                                                       | * 23. srpna 1885 Meden                |
| 1953, 25. ledna                      | Josef Kuška                                | generální vikář litoměřické diecéze, apoštolský protonotář, osobní arciděkan v Kováni                                                                    | * 24. února 1873 Zdice                |
| 1956, 29. prosince                   | Jindřich Langner                           | vlastenecký uvědomělý kněz, osobní arciděkan v Domoušicích                                                                                               | * 10. července 1870 Pecka             |
| 1970, 6. srpna (Horky u Tábora)      | Vojtěch Černý                              | osobní arciděkan v Loučeni | * 24. dubna 1877 Radimovice u Tábora  |
| 1957, 2. října                       | Kamil Filipec                              | farář v Rychnově u Jablonec nad Nisou v.v., pohřben na vinohradském hřbitově v Praze                                                                     | * 9. března 1874 Hustopeče nad Bečvou |
| 1962, 8. prosince                    | Ferdinand Kraupner                         | farář v Letově u Podbořan | * 25. dubna 1878 Moravské Jevíčko     |
| 1984, 29. října                      | František Klapuch                          | čestný kanovník od 22. listopadu 1955, infulovaný arciděkan v Liberci                                                                                    | * 22. srpna 1908 Raduň                |
| 1996, 15. května                     | František Bílek                            | farář v Turnově, později v Libuni, čestný kanovník od března 1996                                                                                        | * 16. února 1926 Zarazice             |
| 2003, 23. srpna                      | Josef Rabas                                | sekretář biskupa Webera, působil v Německu, čestným kanovníkem od roku 1998                                                                              | * 28. října 1908                      |
| 2005, 29. srpna                      | Jan Bečvář                                 | farář v Bečově u Mostu | * 26. května 1924 Praha               |
| 2007, 14. prosince                   | Wilhelm Wirsam                             | farář - Německo | * 22. srpna 1914                      |
| 2008, 21. března                     | Václav Hlouch                              | čestným kanovníkem od roku 1999 | * 8. listopadu 1933 Lipník            |
| 2010, 7. července                    | Rudolf Zimandl                             | farář ve Mcelích | * 16. června 1919 Neustupov           |
| 2011, 15. dubna                      | Josef Šimon                                | farář v Kryrech, vysvěcen 29. června 1947, kanovník od 12. února 2011                                                                                    | * 11. října 1923 Turnov               |
| 2014, 26. ledna                      | Josef Stejskal                             | XV. arciděkan v Horní Polici, kanovník od 21. října 1996                                                                                                 | * 21. ledna 1922 Šitbořice            |
| 2016, 9. října                       | Vladislav Kara                             | na kněze byl vysvěcen pro Diecézi Hildesheim 1. listopadu 1975, získal titul ThDr., kanovník od 28. listopadu 2001, pohřben 14. října 2016 v Hildesheimu | * 5. dubna 1935 Žitenice              |
| 2017, 29. srpna Wiesbaden            | Karl Kindermann                            | na kněze byl vysvěcen 8. prosince 1958. Žil ve Wiesbadenu a působil v diecézi Limburg, kanovník od 28. listopadu 2001                                    | * 23. prosince 1930 Libouchec         |
| 2020, 9. června (Česká Kamenice)     | Karel Jordán Červený                       | na kněze vysvěcen v roce 1998, děkan v České Kamenici, čestný kanovník od 12. února 2011                                                                 | * 16. března 1943 Praha               |